# Erik Reinius
Erik Axel Reinius, född 7 juli 1908 i Gävle, död 18 december 2002 i Danderyds församling, Stockholms län var en svensk barn- och ungdomspsykiater.
Reinius, som var son till lektor Josef Reinius och Febe Strömberg, avlade studentexamen i Stockholm 1926, blev medicine kandidat 1929 och medicine licentiat vid Karolinska Institutet i Stockholm 1934. Han var extra ordinarie amanuens vid Karolinska Institutets kemiska institution 1929–1931, amanuens 1932, extra ordinarie amanuens vid nervkliniken på Serafimerlasarettet 1934–1935, underläkare på Beckomberga sjukhus 1937–1941, underläkare vid sinnessjukavdelningarna på S:t Eriks sjukhus och Norrtulls sjukhus 1941–1945, chefläkare inom Stockholms läns psykiska barna- och ungdomsvård (PBU) 1947–1970 och överläkare vid barn- och ungdomspsykiatriska kliniken på Centrallasarettet Danderyd från 1960. Han var skattmästare i Svenska psykoanalytiska föreningen 1947–1955, skattmästare i Barnpsykiatriska föreningen 1957–1960, medlem av mentalsjukvårdsdelegationens expertkommitté för psykisk barna- och ungdomsvård 1956–1958. Han författade skrifter i kemi, neurologi, socialmedicin och mentalhygien, bland annat Empirisk biologi eller metafysik i själshygienen? (1948) samt Själavård, psykologi och människovård (1954). Reinius är begraven på Bromma kyrkogård.